# Anglure
Anglure ist eine französische Gemeinde im Département Marne in der Region Grand Est. Sie hat eine Fläche von 8,09 km² und 789 Einwohner (2022). Das Château d’Anglure stammt aus dem Jahr 1840.
Anglure liegt an der unteren Aube, etwa 35 Kilometer nordwestlich von Troyes.

## Bevölkerungsentwicklung
| Jahr                       | 1962 | 1968 | 1975 | 1982 | 1990 | 1999 | 2005 | 2018 |
| -------------------------- | ---- | ---- | ---- | ---- | ---- | ---- | ---- | ---- |
| Einwohner                  | 643  | 700  | 785  | 834  | 855  | 862  | 873  | 857  |
| Quellen: Cassini und INSEE |      |      |      |      |      |      |      |      |

## Sehenswürdigkeiten
- Kirche St-Antoine aus dem 16. Jahrhundert

## Weblinks

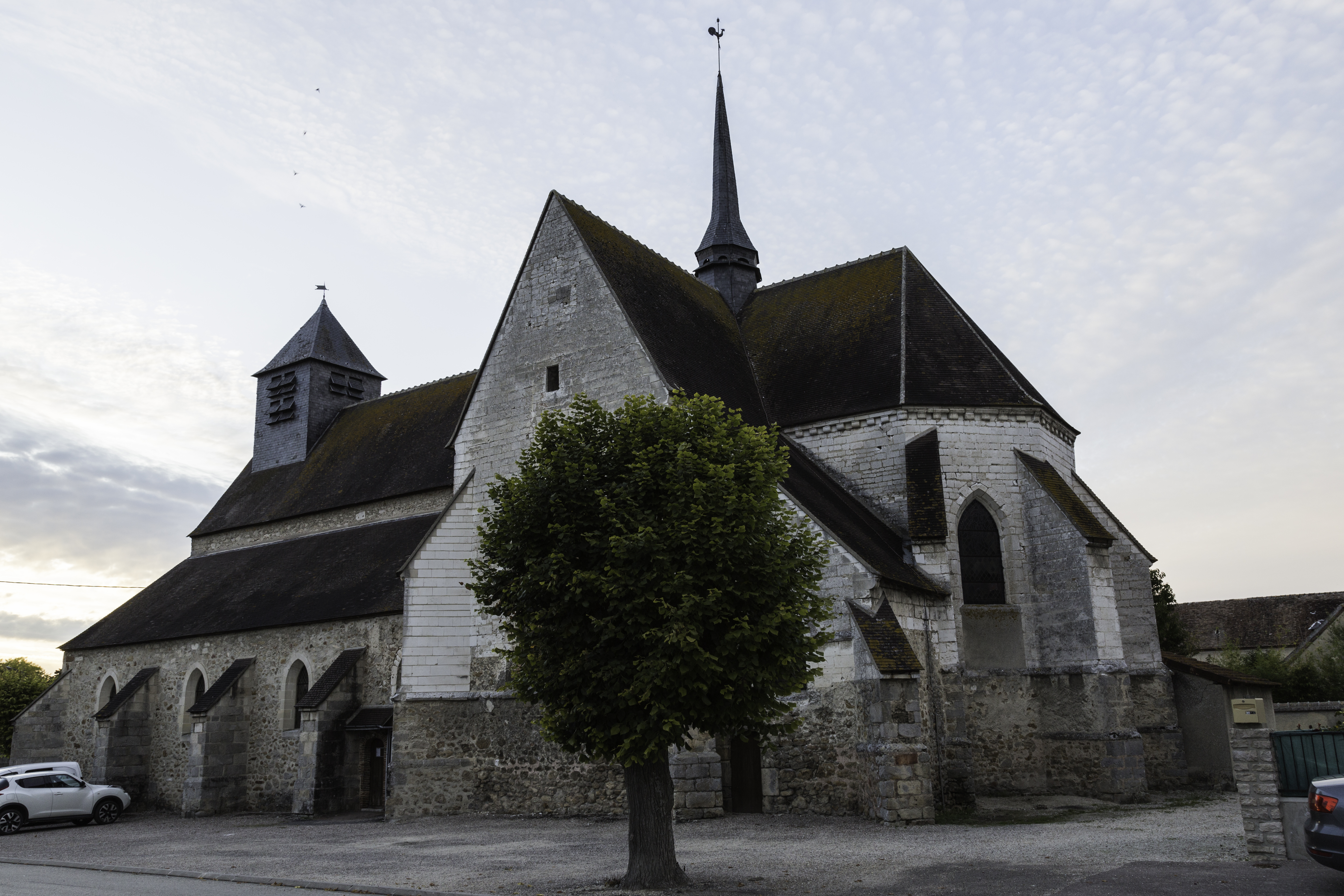
Kirche Saint-Antoine